# Juzjno-Sakhalinsk
Juzjno-Sakhalinsk (russisk: Южно-Сахалинск, tr. Juzjno-Sakhalinsk) er en by i Sakhalin oblast i den Fjernøstlige del af Den Russiske Føderation. Byen har 180.085(2024) indbyggere.

## Geografi
Juzjno-Sakhalinsk ligger i den sydøstlige del af Sakhalin-øen ved Susujafloden, 25 km fra øst kysten og Det Okhotske Hav, 50 km fra vestkysten og Stillehavet og 20 km fra Anivabugten, syd for Sakhalin. Det er den største by på øen, og den eneste med mere end 100.000 indbyggere. På østsiden er Juzjno-Sakhalinsk beskyttet af en bjergkæde. Afstanden fra Juzjno-Sakhalinsk til Moskva er omkring 6660 km i luftlinje.
De vigtigste transportårer på øen er hovedvejen i Juzjno-Sakhalinsk, banegården og lufthavnen.

### Klima
Juzjno-Sakhalinsk har fuktigt kontinentalklima. Byen ligger på en flodslette omgivet af bakker, hvorfor den har et særligt klima, der ikke er typisk for øens kystbyer. Om sommeren kan det være meget varmt i Juzjno-Sakhalinsk, med en gennemsnitstemperatur i august måned på 17,3 °C, og om vinteren kan der være kraftig frost på grund af manglende vind, med gennemsnitstemperatur på −12,2 °C i januar. Den årlige gennemsnitstemperatur er 2,8 °C og den årlige gennemsnitlige nedbør er 864 mm.
| Vejr for Juzjno-Sakhalinsk   | Vejr for Juzjno-Sakhalinsk | Vejr for Juzjno-Sakhalinsk | Vejr for Juzjno-Sakhalinsk | Vejr for Juzjno-Sakhalinsk | Vejr for Juzjno-Sakhalinsk | Vejr for Juzjno-Sakhalinsk | Vejr for Juzjno-Sakhalinsk | Vejr for Juzjno-Sakhalinsk | Vejr for Juzjno-Sakhalinsk | Vejr for Juzjno-Sakhalinsk | Vejr for Juzjno-Sakhalinsk | Vejr for Juzjno-Sakhalinsk | Vejr for Juzjno-Sakhalinsk |
|                              | Jan                        | Feb                        | Mar                        | Apr                        | Maj                        | Jun                        | Jul                        | Aug                        | Sep                        | Okt                        | Nov                        | Dec                        | År                         |
| ---------------------------- | -------------------------- | -------------------------- | -------------------------- | -------------------------- | -------------------------- | -------------------------- | -------------------------- | -------------------------- | -------------------------- | -------------------------- | -------------------------- | -------------------------- | -------------------------- |
| Gennemsnitlig maks °C        | −6,7                       | −5,3                       | −0,2                       | 6,8                        | 13,4                       | 17,8                       | 21,1                       | 22,4                       | 19,1                       | 12,2                       | 3,2                        | −3,6                       | 8,4                        |
| Gennemsnitlig °C             | −12                        | −11,5                      | −5,5                       | 2,1                        | 7,9                        | 12,7                       | 16,6                       | 18                         | 13,9                       | 7                          | −1,1                       | −8,4                       | 3,3                        |
| Gennemsnitlig min °C         | −17,3                      | −17,7                      | −10,9                      | −2,5                       | 2,4                        | 7,5                        | 12,1                       | 13,6                       | 8,6                        | 1,7                        | −5,4                       | −13,1                      | −1,7                       |
| Gennemsnitlig nedbør mm      | 52,1                       | 35,6                       | 48,9                       | 62,1                       | 67,3                       | 52,3                       | 84,7                       | 108,1                      | 112                        | 102,9                      | 82,4                       | 69,2                       | 877,6                      |
| Kilde: Погода Южно-Сахалинск |                            |                            |                            |                            |                            |                            |                            |                            |                            |                            |                            |                            |                            |

## Historie
I 1882  blev landsbyen Vladimirovka (russisk: Владимировка) grundlagt, hvor byen ligger i dag.
Fra 1905 til 1945 blev stedet kaldt Toyohara (japansk 豊原市) og var under japansk styre. Byen var det administrative center for Karafuto præfektur i Sydsakhalin. På det tidspunkt byggede japanerne jernbaner i den sydlige del af øen, med smalere sporvidde end den russiske jernbanelinje i nord. Den sydlige del af Sakhalin var blevet indtaget af Japan under den russisk-japanske krig 1904-1905. Tusindvis af koreanere blev tvangsarbejdere på Sakhalin. I dag er det eneste bygning fra den japanske regeringsperiode et museum i Juzjno-Sakhalinsk.
Sakhalin tilfaldt Sovjetunionen i 1945 efter anden verdenskrig. Mens de japanske tropper blev trukket tilbage fra Sakhalin, måtte mange koreanere forblive fordi de hverken havde japansk eller sovjetisk statsborgerskab. Mange håbede på en tilbagevenden til Korea og afviste derfor sovjetisk statsborgerskab. I 1946 fik Juzjno-Sakhalinsk tildelt bystatus og fik sit nuværende navn, der stammede fra byens placering i det sydlige Sakhalin.
Det var først i 1990, efter genoprettelsen af diplomatiske forbindelser mellem Rusland og Sydkorea, at der blev gjort en indsats for at repatriere koreanerne til deres hjemland. Japans regering finansierede opførelsen af et pensionat i den sydlige del af den koreanske halvø og et boligområde i Ansan. Omkring 2.000 første generationens koreanere flyttede dertil fra Sakhalin.

### Befolkningsudvikling
| År   | Indbyggere |
| ---- | ---------- |
| 1925 | 15.280     |
| 1935 | 28.459     |
| 1959 | 85.510     |
| 1970 | 105.840    |
| 1979 | 139.861    |
| 1989 | 159.299    |
| 2002 | 175.085    |
| 2010 | 181.728    |

Note: Data fra folketællinger

## Kultur og uddannelse
I byen findes Sakhalin statslige universitet og Sakhalin videnskabscenter, en afdeling af den fjerne østlige gren af det russiske videnskabsakademi.